# Цешино (Лобезький повіт)
Цешино (пол. Cieszyno, нім. Teschendorf) — село в Польщі, у гміні Венґожино Лобезького повіту Західнопоморського воєводства.
Населення — 214 осіб (2011).
У 1975-1998 роках село належало до Щецинського воєводства.

## Демографія
Демографічна структура станом на 31 березня 2011 року:
|          | Загалом | Допрацездатний вік | Працездатний вік | Постпрацездатний вік |
| -------- | ------- | ------------------ | ---------------- | -------------------- |
| Чоловіки | 109     | 21                 | 65               | 23                   |
| Жінки    | 105     | 13                 | 52               | 40                   |
| Разом    | 214     | 34                 | 117              | 63                   |